# Tapia de Casariego (kommun)
Tapia de Casariego är en kommun i Spanien. Den ligger i den autonoma regionen Asturien i nordvästra delen av landet, 400 km nordväst om huvudstaden Madrid. Antalet invånare är 3 579 (2024).